# Decisive Battles of World War II: Across the Dnepr
Decisive Battles of World War II: Across the Dnepr — военная пошаговая стратегическая компьютерная игра, официальное дополнение к игре Decisive Battles of World War II: Korsun Pocket. Была разработана компанией Strategic Studies Group и выпущена Matrix Games в 2003 году.

## Сюжет
Игра представляет собой один сценарий, основанный на смоленском сражении 1941 года и покрывает промежуток времени с 9 июля по 1 августа.

## Игровой процесс
В целом карта покрывает территорию 325 на 500 километров. На западной границе карты расположены белорусские города Витебск, Орша и Могилёв. На востоке карта простирается до Ржева, Вязьмы и Кирова.
Самостоятельные военные единицы, которыми может управлять игрок — полки. Чтобы воссоздать тот факт, что оборона красной армии не была подготовлена должным образом и связь была налажена плохо, не все советские войска в игре могут окапываться и полноценно обороняться.

## Отзывы
Рецензент «Computer Gaming World» Ди Луо поставил Across the Dnepr две звезды из пяти и назвал разочарованием. Луо раскритиковал недостаточную реалистичность воспроизведения тяжёлого положения, в которое попала красная армия.
Джефф Витус с сайта «Wargamer.com» напротив, дал игре положительную оценку. В заключении своей рецензии Витус написал, что не был так увлечён игровым процессом со времён Panzer General.
Игра получила награду «Наш выбор» от сайта «Absolute Games». Обозреватель сайта похвалил игру за реализм и поставил ей 92 %.